# Trathala omega
Trathala omega är en stekelart som beskrevs av Dasch 1979. Trathala omega ingår i släktet Trathala och familjen brokparasitsteklar. Inga underarter finns listade i Catalogue of Life.